# Nykodym (Baranovskyj)
Nykodym (světským jménem: Mykola Mykolajovyč Baranovskyj; * 15. května 1975, Hošiv) je ukrajinský duchovní Ukrajinské pravoslavné církve Moskevského patriarchátu, arcibiskup a metropolita severodoněcký a starobilský.

## Život
Narodil se 15. května 1975 ve vesnici Hošiv Žytomyrské oblasti.
Po střední škole nastoupil jako asistent vedoucího bohoslužebních praktik Kyjevské duchovní akademie. Od roku 1996 studoval na Kyjevském duchovním semináři a následně na akademii.
Dne 10. října 1997 se stal přednášejícím v semináři.
Dne 11. dubna 2000 byl postřižen na monacha se jménem Nykodym na počest svatého Nikodéma. Dne 15. dubna jej biskup vyšhorodský Pavlo (Lebiď) rukopoložil na jerodiákona a 27. dubna metropolita kyjevský a celé Ukrajiny Volodymyr (Sabodan) na jeromonacha.
Od září 2000 byl vedoucím bohoslužebných praktik akademie.
Roku 2001 byl povýšen na igumena a jmenován asistentem inspektora akademie a semináře.
Roku 2003 byl povýšen na archimandritu.
Dne 6. července 2007 se stal sekretářem bilocerkvenské eparchie a představeným katedrálního chrámu Proměnění Páně.
Dne 23. prosince 2010 jej Svatý synod Ukrajinské pravoslavné církve zvolil biskupem rakytňanským a vikářem bilocerkvenské eparchie. Dne 24. prosince byl oficiálně jmenován biskupem a následující den proběhla jeho biskupská chirotonie. Hlavním světitelem byl metropolita kyjevský a celé Ukrajiny Volodymyr (Sabodan).
Dne 20. července 2012 se stal biskupem roveňkovským a vikářem luhanské eparchie.
Dne 5. ledna 2013 byl ustanoven biskupem severodoněckým a starobilským.
Dne 17. srpna 2015 byl povýšen na arcibiskupa a 17. srpna 2019 na metropolitu.